# جورج دالي (لاعب كرة قاعدة)
جورج دالي (بالإنجليزية: George Daly)‏ هو لاعب كرة قاعدة أمريكي، ولد في 28 يوليو 1887 في بوفالو في الولايات المتحدة، وتوفي بنفس المكان في 12 ديسمبر 1957.

## وصلات خارجية
- جورج دالي على موقعبيزبول رفرنس.كوم (الدوري الرئيسي) (الإنجليزية)
- جورج دالي على موقعبيزبول رفرنس.كوم (الدوري الثانوي) (الإنجليزية)